# Лусена, Рональдо
Рональдо Видаль Лусена Торреальба (исп. Ronaldo Vidal Lucena Torrealba; род. 27 февраля 1997 года в Акаригуа, Венесуэла) — венесуэльский футболист, полузащитник клуба «Депортиво Тачира» и сборной Колумбии.

## Клубная карьера
Лусена — воспитанник клуба «Самора». 23 июля 2015 года в матче против «Каракаса» он дебютировал в венесуэльской Примере. В своём дебютном сезоне Рональдо стал чемпионом Венесуэлы. 2 мая 2016 года в поединке против «Эстудиантес де Мерида» Лусена забил свой первый гол за «Самору». В том же году он во второй раз стал чемпионом страны.
Летом 2017 года Лусена перешёл в колумбийский «Атлетико Насьональ». 21 сентября в матче против «Депортиво Пасто» он дебютировал в Кубке Мустанга.

## Международная карьера
В 2017 года Лусена принял участие в молодёжном чемпионате Южной Америки в Эквадоре. На турнире он сыграл в матче против команды Перу, Боливии, Колумбии, Аргентины, Бразилии а также дважды Уругвая.
В том же году Рональдо завоевал серебряные медали молодёжного чемпионата мира в Южной Корее. На турнире он сыграл в матчах против команд Германии, Вануату, Мексики, Японии, США, Уругвая и Англии.
5 октября 2017 года в отборочном матче чемпионата мира 2018 против сборной Уругвая Лусена дебютировал за сборную Венесуэлы.

## Достижения
Командные
 «Самора»
- Чемпионат Венесуэлы по футболу — 2015
- Чемпионат Венесуэлы по футболу — 2016

Международные
 Венесуэла (до 20)
- Чемпионат мира среди молодёжных команд — 2017
- Чемпионат Южной Америки среди молодёжных команд — 2017